# Barney Frank
Barnett "Barney" Frank, född 31 mars 1940 i Bayonne, New Jersey, är en amerikansk demokratisk politiker. Han var ledamot av USA:s representanthus 1981–2013. Han har varit öppet homosexuell sedan 1987 då han blev den andra öppet homosexuella ledamoten i kongressens historia. Frank grundade 1998 demokraternas HBT-grupp National Stonewall Democrats.
Frank växte upp i en judisk familj och han studerade vid Harvard. Han studerade vidare för doktorsexamen men avbröt de fortsatta studierna. Han var medarbetare åt Bostons borgmästare Kevin White 1968-1971 och medarbetare åt kongressledamoten Michael J. Harrington 1971-1972. Han återvände till Harvard och avlade 1977 juristexamen vid Harvard Law School.
Kongressledamoten Robert Drinan, en katolsk präst, bestämde sig för att inte kandidera till omval i kongressvalet 1980 efter att påven Johannes Paulus II hade krävt att präster låter bli att delta i politiska val. Frank vann valet och efterträdde Drinan i representanthuset i januari 1981. Han omvaldes femton gånger.
Frank är en liberal demokrat känd för sin höga profil i medborgarrättsfrågor. Som kongressledamot stödde han rätten till internetpoker och kvinnornas rätt till abort. Han har 1996 sagt om att vara i minoritet: "I'm a left-handed gay Jew. I've never felt, automatically, a member of any majority." ("Jag är en vänsterhänt och homosexuell jude. Jag har aldrig känt mig som automatisk medlem i någon majoritet".)